# كارلوس مانويل دوارتي
كارلوس مانويل دوارتي (بالإنجليزية: Carlos M. Duarte)‏ (27 يوليو 1960 في البرتغال - ) عالم أحياء بحرية، وأحيائي، وعالم محيطات من إسبانيا.

## الجوائز
- الفريق الوطني الإسباني للعلوم
- [10]
- [11][12]
- جائزة مؤسسة بانكو بيلباو فيزكايا أرجنتاريا لرواد المعرفة
- جائزة جورج إيفلين هاتشينسون  [لغات أخرى]‏[13]
- [14]